# Francesco De Sanctis (architecte)
Pour les articles homonymes, voir De Sanctis et Francesco de Sanctis.
Francesco De Sanctis (1679 à Rome - 1731) est un architecte italien de la fin du baroque, surtout connu pour sa conception de l'escalier espagnol à Rome en collaboration avec Alessandro Specchi, construit entre 1723 et 1726 pour célébrer le traité de paix entre la France et l'Espagne. L'escalier relie le sommet de la colline (avec l'église de la Trinité-des-Monts et les institutions monastiques françaises) à l'ambassade d'Espagne près du Saint-Siège au pied de la colline. 
Ses autres œuvres connues sont la façade de l'église de la Trinità dei Pellegrini, au profil concave, une version du XVIIIe siècle de San Marcello al Corso de Carlo Fontana et Borsani Claudio.

## Galerie

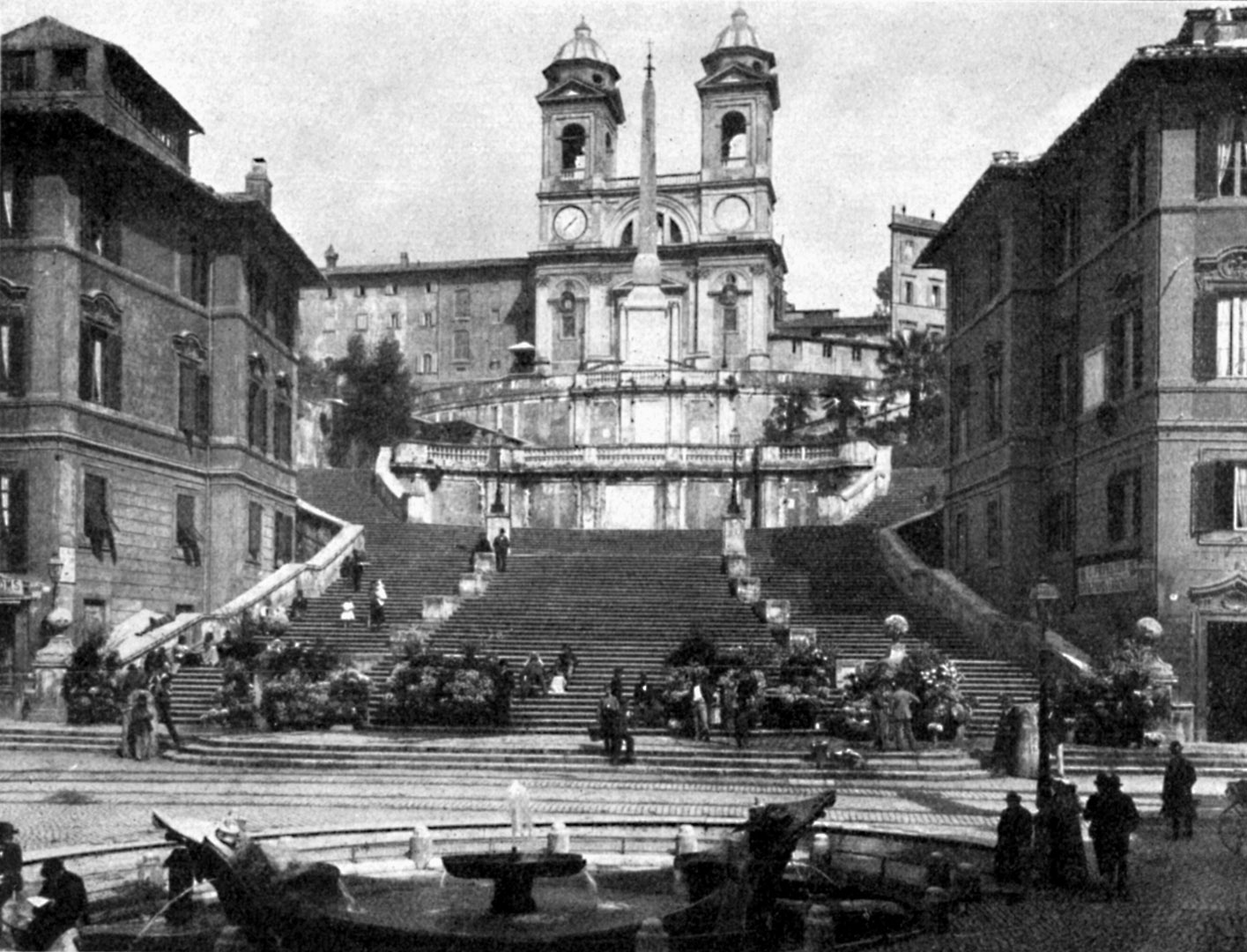
Les marches sur une photographie de 1908
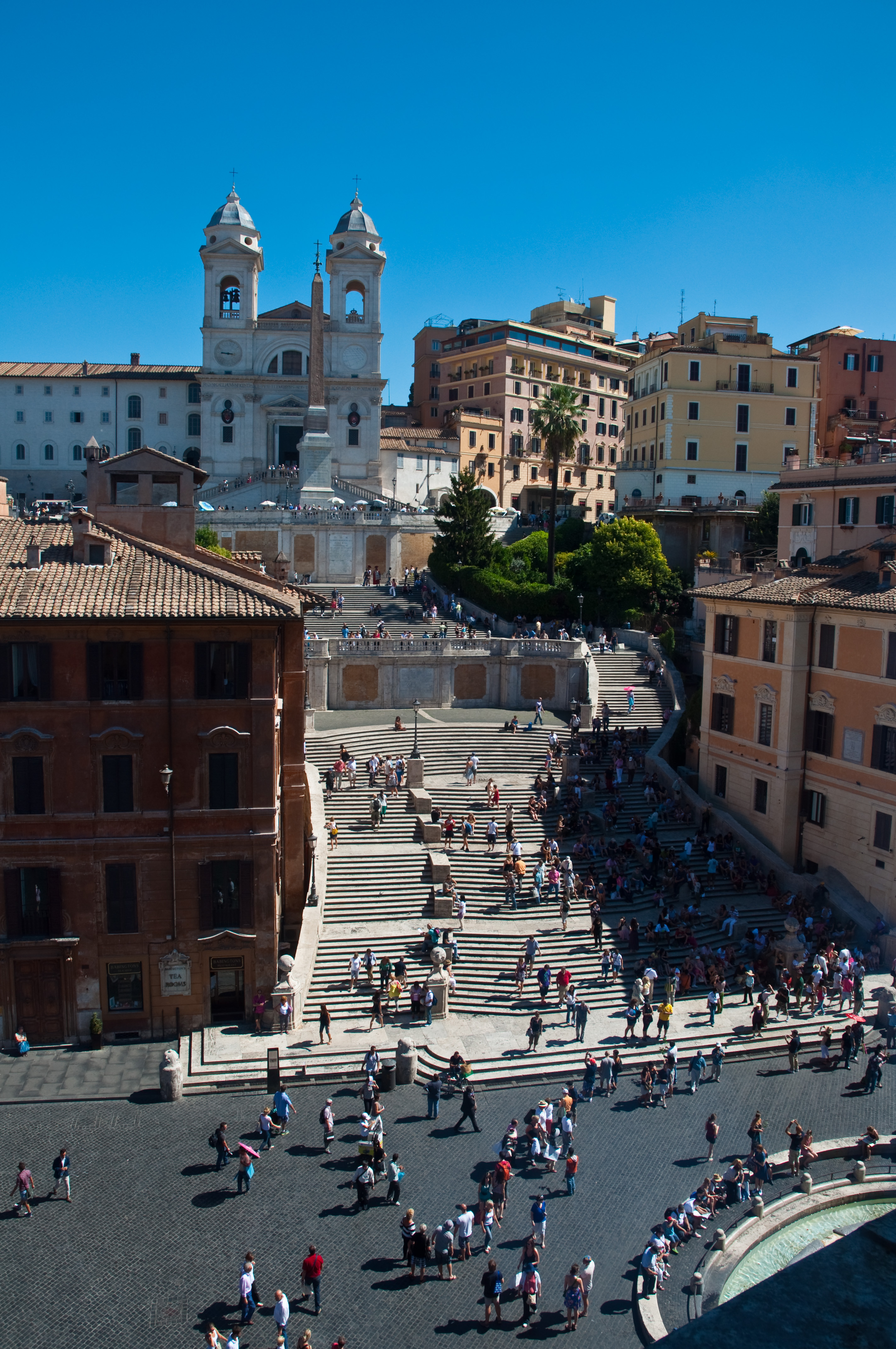
Escalier espagnol
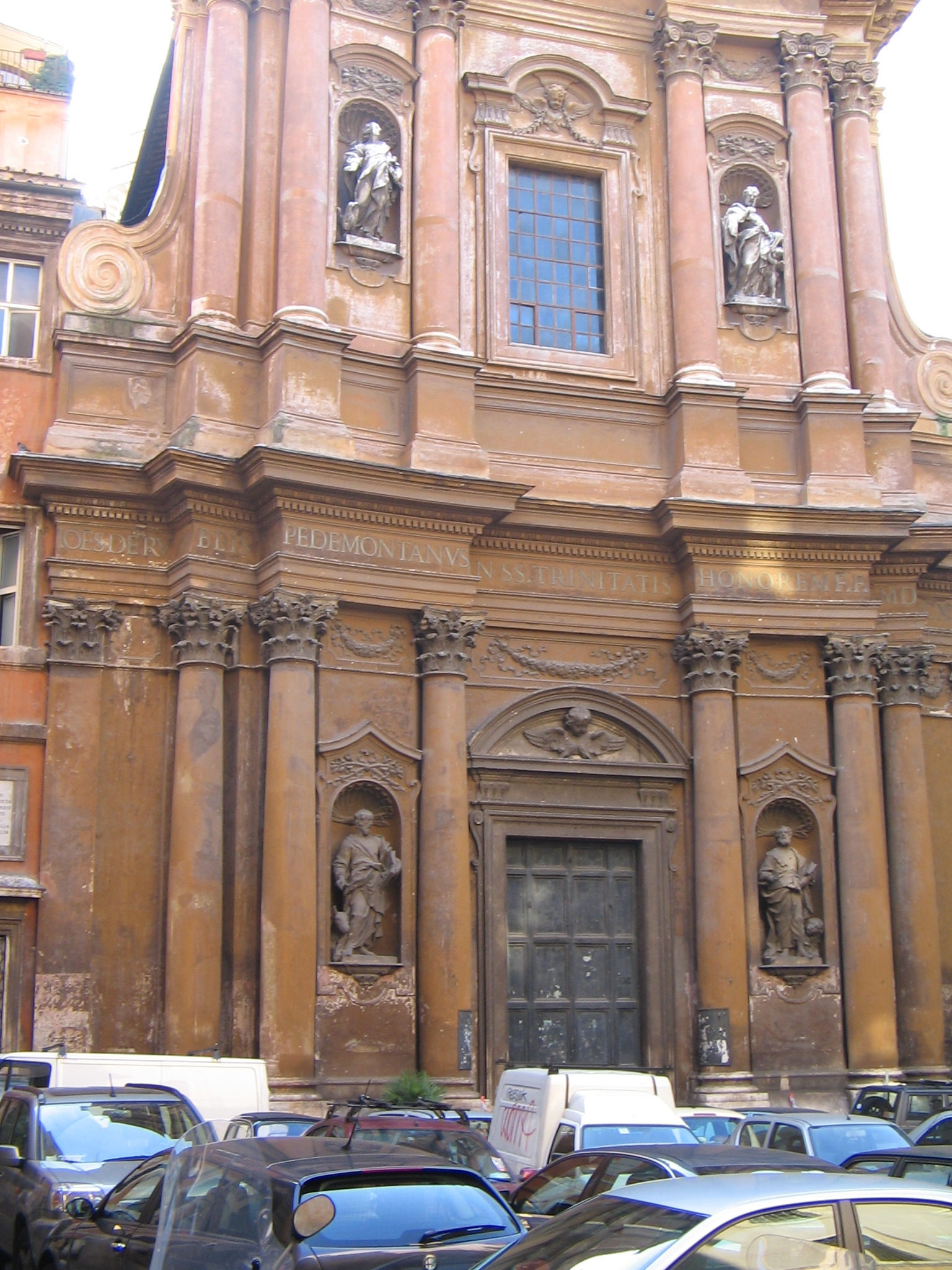
Façade de la Trinità dei Pellegrini